# Masato Yokoyama
Masato Yokoyama (japanisch 横山真人; * 19. Oktober 1964 in Isehara, Präfektur Kanagawa; † 26. Juli 2018 in Nagoya, Präfektur Aichi) war ein Sektenmitglied und Terrorist, der unter anderem für seine Beteiligung am Giftgasanschlag in der Tokioter U-Bahn 1995 zum Tode verurteilt und hingerichtet wurde. In der Aum-Sekte, die seit 1994 in ihrer Struktur einen Nationalstaat mit „Ministerien“ und Scheinregierungsabteilungen nachahmte, hatte er die Funktion als stellvertretender Leiter des „Ministeriums für Wissenschaft und Technologie“ inne.

## Leben
Masato Yokoyama war ein Absolvent des Studiengangs für Angewandte Physik an der Fakultät für Ingenieurwissenschaften der Tōkai-Universität. Nach dem Abschluss hatte Yokoyama drei Jahre in der Elektronikindustrie gearbeitet, bevor er sich der Aum-Sekte anschloss.
Der Wissenschaftler Yoshihide Sakurai beschreibt Masato Yokoyamas Bekehrungsprozess zur Aum-Sekte als Ergebnis einer „Suche nach der spirituellen Welt und Selbsterkenntnis“. Er habe sich ursprünglich für Yoga und eine spirituelle Reise zur Befreiung (Nirwana) interessiert und deshalb okkultistische Zeitschriften wie Mu (ムー – verlorene Zivilisationen) und Twilight Zone sowie entsprechende Bücher gelesen. In ihnen wurde auch die Weltanschauung der Aum-Sekte beschrieben. Deswegen nahm er an Aum-Seminaren teil.

### Herstellung von Schusswaffen
Das Mit-Sektenmitglied Kenichi Hirose sagte in seinem Gerichtsverfahren aus, der Sektenführer Shoko Asahara habe ihm und Yokoyama im Februar 1994 befohlen, 1000 Sturmgewehre herzustellen. Nach zahlreichen Versuchen bauten Hirose und Yokoyama am 1. Januar 1995 schließlich den Prototyp eines Sturmgewehrs als Imitation der AK-74.

### Giftgasanschlag am 20. März 1995
Der gesellschaftliche Druck auf die Aum-Sekte hatte zu Beginn der 1990er Jahre weiter zugenommen: 1989 war der Artikel Der Wahnsinn von Aum Shinrikyo (japanisch オウム真理教の狂気) im Sonntags-Wochenmagazin von Mainichi Shimbun erschienen, im selben Jahr hatte der Anwalt Sakamoto die rechtliche Vertretung einer Gruppe von Angehörigen der Aum-Anhänger übernommen und eine öffentliche Kampagne gegen die Aum-Religion begonnen. Es war schließlich der von einem Aum-Mitglied bei einer Entführung hinterlassene Fingerabdruck, der die Polizei eine Razzia in den Aum-Einrichtungen am 22. März 1995 planen ließ. Die Sekte wurde auf die bevorstehenden Durchsuchungen aufmerksam und auf Befehl des Sektenführers Shōkō Asahara entwarf das Sektenmitglied Hideo Murai einen Plan, U-Bahnlinien in der Nähe des Polizeihauptquartiers in Tokio anzugreifen, und zwar am Morgen des 20. März zu einer Zeit, als Beamte für den Schichtwechsel um 8:30 Uhr ankommen würden. Dieser Angriff war vermutlich auch dazu bestimmt, die Apokalypse einzuleiten, um die Prophezeiungen des Sektenführers Shōkō Asahara zu bewahrheiten und der Aum-Sekte die Ergreifung der Staatsmacht zu ermöglichen.
Am 20. März 1995 bestieg Yokoyama um 7:39 Uhr den Zug B801 der Marunouchi-Linie nach Ikebukuro in Shinjuku und stach um 8:01 an der Haltestelle Yotsuya auf 2 Päckchen mit Sarin ein, von denen er eines punktierte. Danach stieg er sofort aus. An Bord des Zuges starb keine Person, 200 wurden jedoch verletzt.

### Gerichtsverfahren und Hinrichtung
Yokoyama wurde der Herstellung von automatischen Gewehren für die Aum-Sekte und der Beteiligung am Mord an 12 Personen im U-Bahn-System von Tokio durch das Versprühen von Sarin-Gas angeklagt. Im Prozess gab er an, er habe „Zweifel und unbeschreibliche Bitterkeit“ empfunden, als er das Sarin ausgebracht habe. Yokoyamas Anwälte führten vor Gericht eine Diskussion über seine kriminelle Verantwortung, die von ihnen als „gemindert“ beschrieben wurde, weil er „von Asahara gehirngewaschen“ gewesen sei. Der Richter verneinte die Behauptung der Gedankenkontrolle, mit der Begründung, seine sorgfältige Vorbereitung des Angriffs und die später versuchte Beweismittelvernichtung müssten als zielführendes und eigenständiges Verhalten angesehen werden.
Am 30. September 1999 wurde Yokoyama zum Tode verurteilt, was ein höheres Gericht am 19. Mai 2003 durch das Verwerfen seiner Revision bestätigte. Yokoyama wurde am 26. Juli 2018 im Alter von 54 Jahren zusammen mit fünf ehemaligen Mitgliedern der Aum-Sekte (Satoru Hashimoto, Toru Toyoda, Kenichi Hirose, Yasuo Hayashi und Kazuaki Okazaki) in einer Außenstelle des Internierungslagers Sendai gehängt.